# Tống Trung
Tống Trung (tiếng Trung: 宋忠; bính âm: Song Zhong; ? – 219), tự Trọng Tử (仲子), là học giả Nho học cuối thời Đông Hán trong lịch sử Trung Quốc. Tống Trung lần lượt phục vụ dưới quyền các quân phiệt Lưu Biểu, Lưu Tông, Tào Tháo.

## Cuộc đời
Tống Trung quê ở huyện Chương Lăng, quận Nam Dương, sau tách thành quận Chương Lăng thuộc Kinh Châu. Khoảng sau năm 192, Kinh Châu mục Lưu Biểu ổn định Kinh Châu, cho mở trường học, mời các danh nho trong vùng đến làm học quan, Trung cũng nằm trong số đó. Lưu Biểu cắt cử Tống Trung cùng Kỳ Mẫu Khải biên soạn sách Ngũ kinh chương cú.
Tống Trung có quan hệ thân thiết với các danh sĩ thời bấy giờ, thường trao đổi thư từ. Khoảng năm 196, Tống Trung từng viết thư cho Vương Thương (Tòng sự Ích Châu) tiến cử Hứa Tĩnh. Bọn học trò Lý Soạn, Doãn Mặc, Phan Tuấn đều từng bái Trung làm thầy.
Năm 208, Lưu Biểu chết bệnh. Lưu Tông lên làm Châu mục, giấu không báo tang cho Tả tướng quân Lưu Bị, lại ngầm cho người đến chỗ Tào Tháo xin hàng. Về sau, Lưu Bị biết chuyện, cho sứ giả đến chất vấn. Lưu Tông mới sai Tống Trung đến chỗ Lưu Bị trần thuật. Lưu Bị vô cùng tức giận, rút đao chỉ vào Trung, mắng: Nay ta chặt đầu ngươi, chẳng đủ để tan mối hận, cũng hổ thẹn vì là đại trượng phu mà lúc sắp chia biệt lại giết bọn ngươi! Lưu Bị sau đó cho người đuổi Tống Trung đi.
Tống Trung theo Lưu Tông đầu hàng Tào Tháo. Khoảng 214–215, Tống Trung dạy Thái Huyền kinh cho con trai của Vương Lãng là Vương Túc.
Năm 219, con trai của Tống Trung theo Ngụy Phúng nổi dậy chống Tào. Tống Trung chịu liên đới mà bị xử tử. Ngụy Thế tử Tào Phi lo Vương Lãng truy cứu, viết thư phản hồi:
Xưa Thạch Hậu giao du với Chu Hu, người cha của Hậu và Thác biết rằng chúng sẽ làm loạn. Hàn Tử thân với Điền Tô, Mục Tử biết người ấy nhân hậu. Cho nên người quân tử ngao du tất có nơi, chơi tất tìm bạn, thực có nguyên do vậy. Chao ôi! Tống Trung không sáng suốt biết con mình như họ Thạch, đã già lão còn mắc cái họa này. Nay dẫu muốn xin làm cái việc vì đại nghĩa diệt thân, gây dựng tiết tháo của bậc lương thần, còn có được chăng!

## Tác phẩm
Tác phẩm của Tống Trung hiện nay đều đã thất truyền:
- Ngũ kinh chương cú (五經章句) hay Hậu định (後定) (soạn chung với Kỳ Mẫu Khải).[4][5]
- Thế bản (世本), 4 quyển.[1][2][3]
- Dương Tử Pháp ngôn chú (法言註), 10 hoặc 13 quyển.[14][15]
- Dương Tử Thái Huyền kinh chú (揚子太玄經注), 9 quyển hoặc 10 quyển (bản chú cùng Lục Tích).[14]
- Chu dịch chú (周易注), 10 quyển.[2]

## Trong văn hóa
Trong tiểu thuyết Tam quốc diễn nghĩa, Tống Trung xuất hiện ở hồi 40. Khi Lưu Tông nối nghiệp, quyết định nghe theo lời Thái Mạo, không báo tin cho Lưu Bị, lại bí mật phái Tống Trung đến chỗ Tào Tháo đầu hàng. Trên đường về, Tống Trung bị Quan Vũ bắt được, khai hết mọi việc. Trương Phi đề nghị xử chém Trung rồi dẫn quân đánh Tương Dương, giết Lưu Tông và Thái phu nhân. Lưu Bị không đồng ý, chỉ mắng rồi thả người đi.
Trong manga Thương thiên hàng lộ, con trai của Tống Trung tên là Tống Độ (宋度).